# Kyriákos Mitsotákis
Kyriákos Mitsotákis (em grego Κυριάκος Μητσοτάκης; Atenas, 4 de março de 1968) é um político grego, primeiro-ministro da Grécia desde 2019 e,  desde 2016, presidente do partido Nova Democracia, de centro-direita. É membro do Parlamento Helénico pelo círculo de Atenas B desde 2004 e foi, de 2013 a 2015, ministro da Reforma Administrativa e da Governação Eletrónica no governo de Antónis Samáras. Foi eleito líder da Nova Democracia, derrotando, por uma estreita vantagem, Vangelis Meimarakis, em 10 de janeiro de 2016.
Durante seu mandato como primeiro-ministro, Mitsotakis foi elogiado por sua postura pró-Europa e governança tecnocrata, a forma como ele gerenciou a Pandemia de COVID-19, sua política migratória, e sua gestão da economia grega, com a Grécia sendo nomeada o melhor desempenho econômico para 2022 pelo The Economist. Isso ocorreu principalmente porque a Grécia, em 2022, foi capaz de reembolsar antes do previsto 2,7 bilhões de euros (US$ 2,87 bilhões) de empréstimos devidos aos países da Zona do Euro, referentes ao primeiro resgate da que recebeu durante a crise que atravessava havia uma década. Contudo, Mitsotakis recebeu também duras críticas devido a um retrocesso democrático e um aumento da corrupção, com uma drástica deterioração da liberdade de imprensa e violação de direitos humanos, com sua reputação sendo prejudicada pelo escândalo de corrupção na empresa Novartis e um outro escândalo de escutas telefônicas de 2022.
Após as eleições legislativas gregas de maio de 2023, no qual nenhum partido obteve a maioria e nenhum governo de coalizão foi formado por nenhum dos partidos elegíveis, Mitsotakis convocou outra eleição antecipada em junho. Em 24 de maio de 2023, conforme exigido pela constituição da Grécia, a presidente Katerina Sakellaropoulou nomeou Ioannis Sarmas como primeiro-ministro interino durante este intervalo. Um mês depois, Mitsotákis liderou seu partido à maioria nas eleições de junho de 2023, sendo empossado como primeiro-ministro recebendo a ordem de formar um governo do presidente.

## Primeiros anos
Kyriákos nasceu em Atenas, filho do ex-primeiro-ministro grego Konstantínos Mitsotákis com sua esposa Maríka, enquanto sua família se encontrava em prisão domiciliar sob a ditadura dos coronéis. Sua família vinha de longa tradição política, Konstantínos sendo sobrinho-neto do ex-primeiro-ministro Elefthérios Venizélos, cujo filho Sofoklís também fora primeiro-ministro. Posteriormente, Mitsotákis descreveu sua experiência como prisão política.
Sua família escapou da prisão domiciliar com a ajuda do político turco İhsan Sabri Çağlayangil, vivendo na Turquia e em Paris antes de retornar para a Grécia redemocratizada em 1974. Formou-se no Colégio de Atenas em 1986 e graduou-se summa cum laude na Universidade de Harvard em 1990 em sociologia, posteriormente conseguindo um mestrado em relações internacionais na Universidade de Stanford em 1993 e um MBA em Harvard em 1995.

## Eleição de 2019
Mitsotákis obteve 39% dos votos nas eleições de 2019. Faz campanha sobre questões nacionalistas, criticando o acordo de Prespa sobre o nome da Macedónia e criticando as políticas de acolhimento de refugiados. Em particular, ele conseguiu dialogar com o curral eleitoral do Aurora Dourada.